# B. Ray Thompson
Buster Ray Thompson (* 27. Juni 1906 in Elgin; † 22. Oktober 1987 in Knoxville) war ein amerikanischer Unternehmer im Bergbau und in der Montanindustrie.

## Leben
B. Ray Thompson wuchs als Sohn eines Sägewerksbesitzers in Elgin im Scott County in einer abgelegenen Region der Appalachen auf. Nach Abschluss seiner Schullaufbahn arbeitete Thompson zunächst für seinen Vater, ehe er 1941 mit seiner ersten Frau und den beiden gemeinsamen Söhnen nach Knoxville zog und als Verkäufer der Garland Coal Company zu arbeiten begann. Dort stieg er bis in die Geschäftsführung auf, verließ das Unternehmen aber nach einigen Jahren, um selbständiger Unternehmer in der Bergbauindustrie zu werden. Mit den aus verschiedenen Beteiligungen erwirtschafteten Mitteln erwarb Thompson in den 1960er-Jahren das Bergbauunternehmen Shamrock Coal Company und den Koksproduzenten Jewell Smokeless Coke. Beide Firmen wuchsen in den folgenden Jahren zu Großbetrieben, wozu auch ein 1975 zur Patentierung eingereichtes Automatisierungsverfahren in der Koksherstellung beitrug.
1979 gründeten Thompson und seine beiden inzwischen an der Firmengruppe beteiligten Söhne die Holding Elk River Ressources Inc., in der Shamrock Coal und Jewell zusammengefasst wurden. Elk River wiederum wurde im selben Jahr für etwa 300 Millionen Dollar von der Thompson-Familie an die Sun Company verkauft. Thompson investierte einen Teil der Erlöse in die United American Bank (UAB) in Knoxville, die am 14. Februar 1983 Insolvenz anmelden musste. Thompson verlor dabei etwa 40 Millionen Dollar; hielt jedoch 1984 nach Angaben von Forbes nach wie vor ein persönliches Vermögen in Höhe von 160 Millionen Dollar.
Anfang der 1980er-Jahre gründete Thompson eine zunächst als B.R. Thompson Charitable Trust (BRTCT) bezeichnete und später in Elgin Foundation umbenannte Stiftung zur Förderung der Gesundheitsversorgung und Bildung in den ländlichen Regionen der Appalachen. Ferner förderte Thompson die University of Tennessee und finanzierte den Bau der nach ihm und dem Universitätspräsidenten Edward J. Boling benannten Thompson-Boling Arena mit fünf Millionen Dollar. Vor seinem Tod am 22. Oktober 1987 verfügte er den Einsatz von 100 Millionen Dollar seines Vermögens zum Aufbau eines Krebsforschungs- und Behandlungszentrums in Knoxville, dem Thompson Cancer Survival Center.